# César Quintero
César Alexander Quintero Jiménez (Medellín, 1988. november 9. –) kolumbiai labdarúgó, középpályás, 2010-2013-ig a Lombard Pápa játékosa.

## Külső hivatkozások
- Profile at HLSZ